# Ctenotus uber
Ctenotus uber este o specie de șopârle din genul Ctenotus, familia Scincidae, descrisă de Storr 1969.

## Subspecii
Această specie cuprinde următoarele subspecii:
- C. u. orientalis
- C. u. johnstonei
- C. u. uber